# Létracincér
A létracincér (Saperda scalaris) a cincérfélék családjába tartozó, Eurázsiában honos, erdőkben, gyümölcsösökben élő bogárfaj. 

## Megjelenése
A létracincér testhossza 11-19 mm. Alakja megnyúlt, karcsú. Feje a többi cincérhez hasonlóan a test tengelyére merőlegesen, lefelé mutat. Alapszíne fekete és fekete szőrökkel fedett, de aranysárga vagy zöldessárga szőrök feltűnő rajzolatokat alakítanak ki rajta. A szárnyfedők varratán széles sáv húzódik, ebből ered öt vízszintesen kiágazó, kampós végű keresztvonal („létrafok”), valamint kissé szabálytalan, nagy, kerek foltok láthatók a szárnyfedők szélén. Ritkán előfordulnak redukált rajzolatú, vagy összefolyó sárga foltokkal díszített példányok is. Az előhát és a fej is alapvetően sárga, de az előhát közepe, a fejtető és a nyak fekete. Teste alul egyszínű, sárgászöld szőrözettel fedett.

## Elterjedése és életmódja
Eurázsia mérsékelt égövi zónájában honos, a Pireneusoktól egészen Közép-Ázsiáig.  
A hegy- és dombvidéki erdők, gyümölcsösök lakója. 25 mm-esre is megnövő lárvája különböző lomblevelű fák (pl. dió, bükk, tölgy, szil, éger, fűz, nyír, nyár, mogyoró, cseresznye) meggyengült vagy elhalt, száraz törzsének, nagyobb ágainak kérge alatt rágja a faanyagot. A fa vastagsága 3-100 cm-es lehet, de leggyakrabban a 15-25 cm-es törzseket kedveli. Járatai szabálytalanok, gyakran rézsútos irányúak. Fejlődése 1-3 évig tart. A kifejlett lárva ősszel 1-4 cm-re berágja magát a fába, ahol törmelékkel eldugaszolt bejáratú bábkamrát készít és bebábozódik. Vastag kérgű fák esetén a bábkamra közvetlenül a kéreg alatt (vagy benne) is lehet. Az imágó májustól júliusig rajzik. Csak ritkán látni, mert főleg a fák koronájában tartózkodik. Este, szürkületkor aktívak, a hím a fényre is repül, a nőstény inkább a fák törzsén vagy ágain található. Erdészeti kártétele nem jelentős. 
Magyarországon védett, természetvédelmi értéke 10 000 Ft.

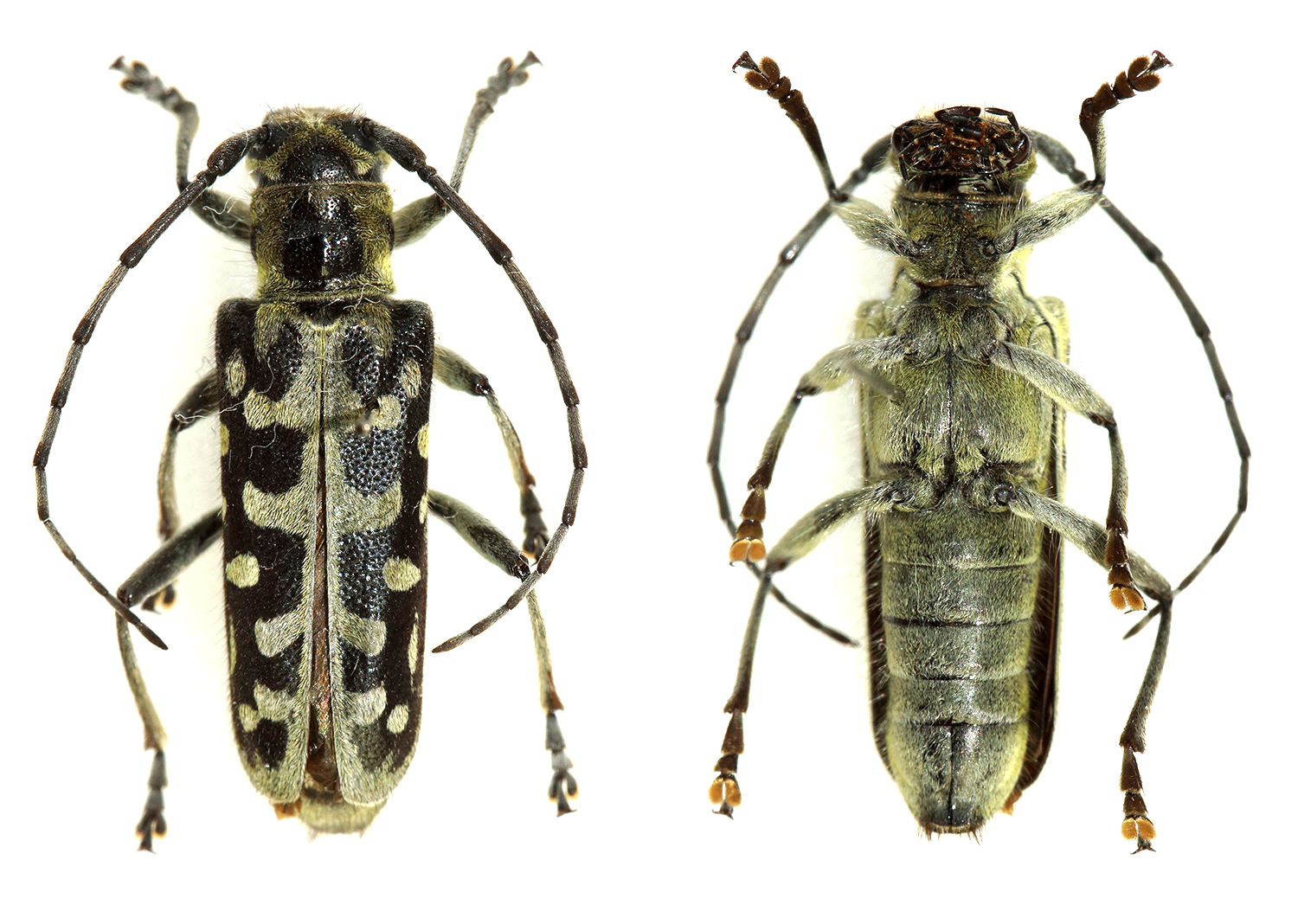
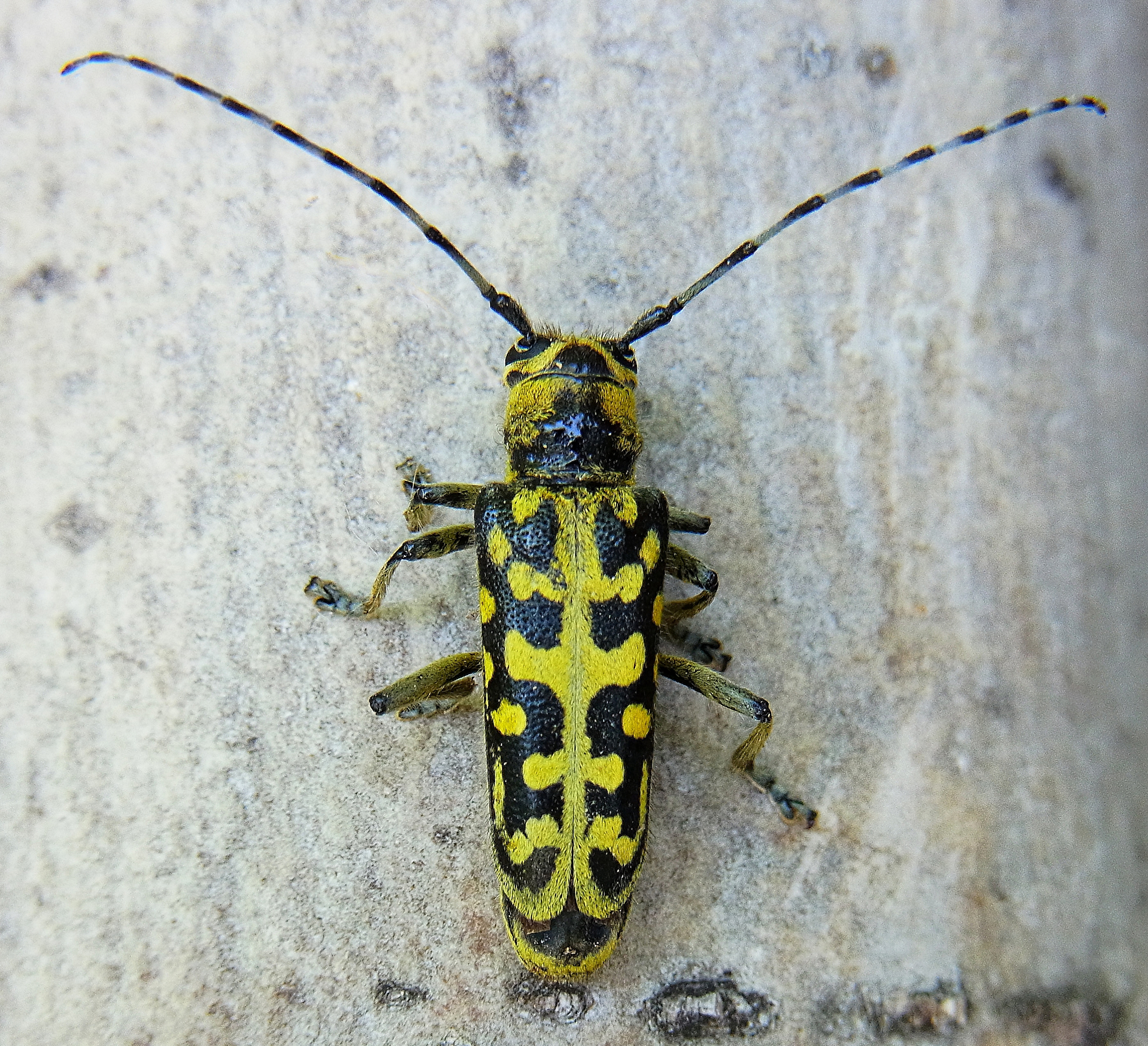
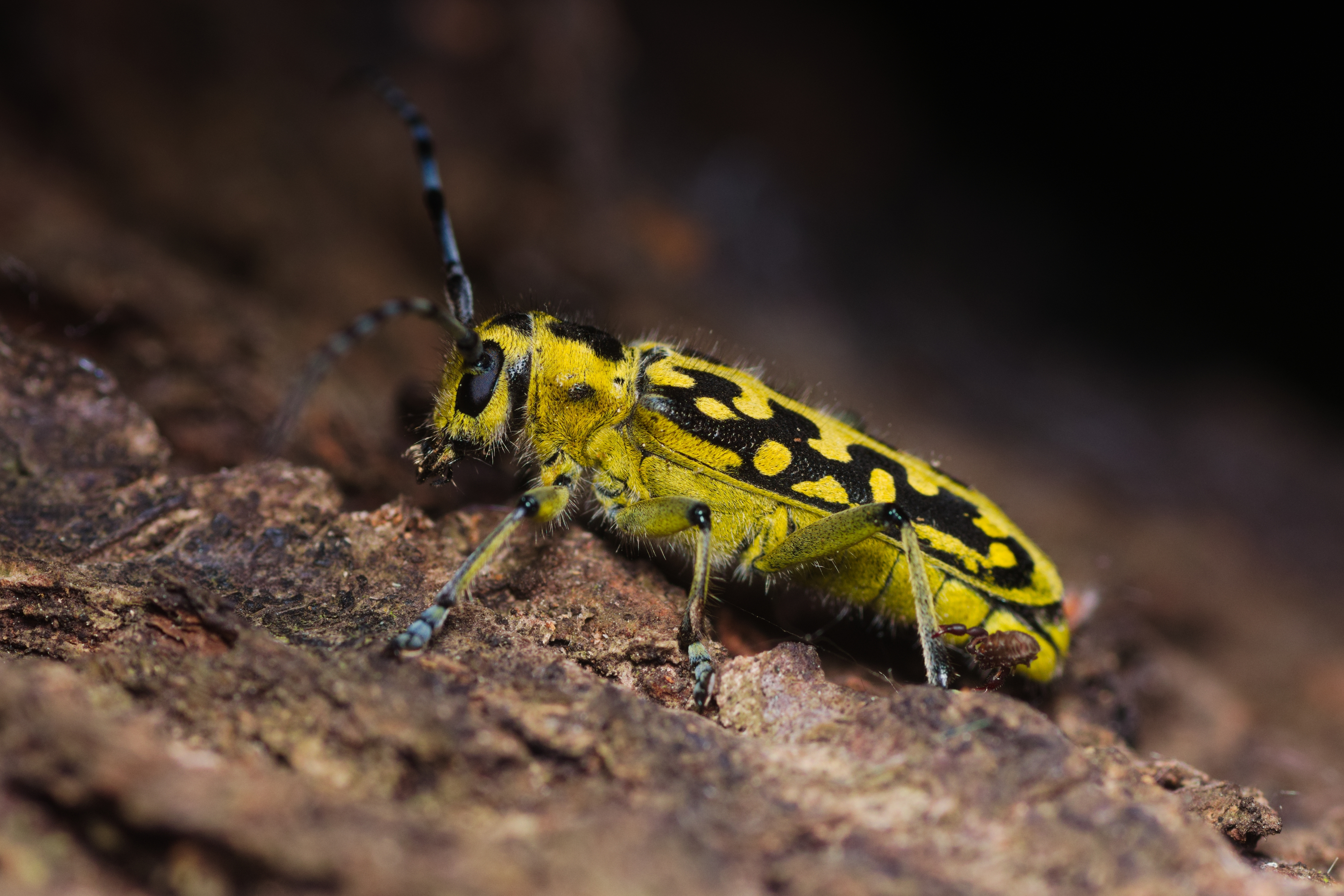
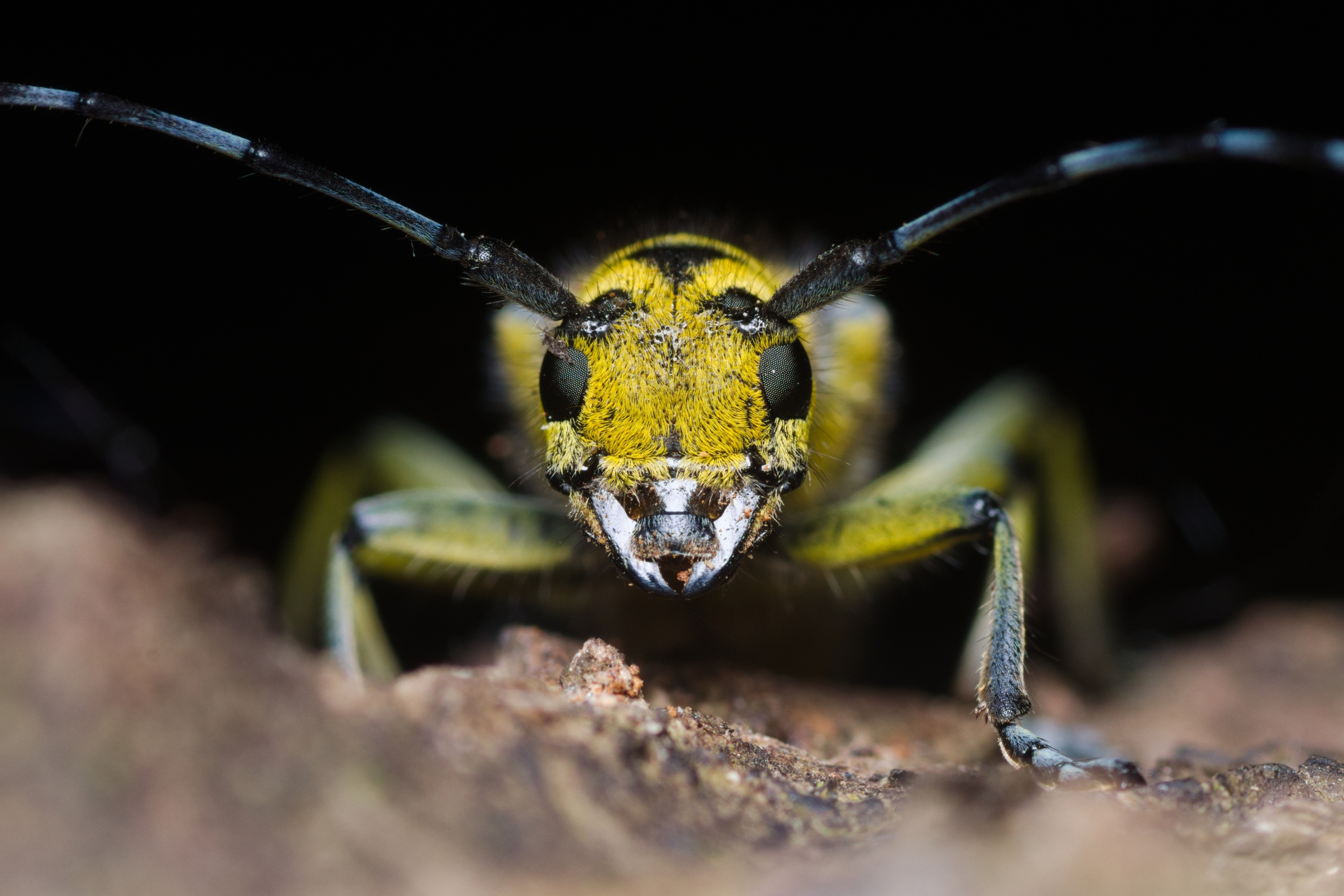
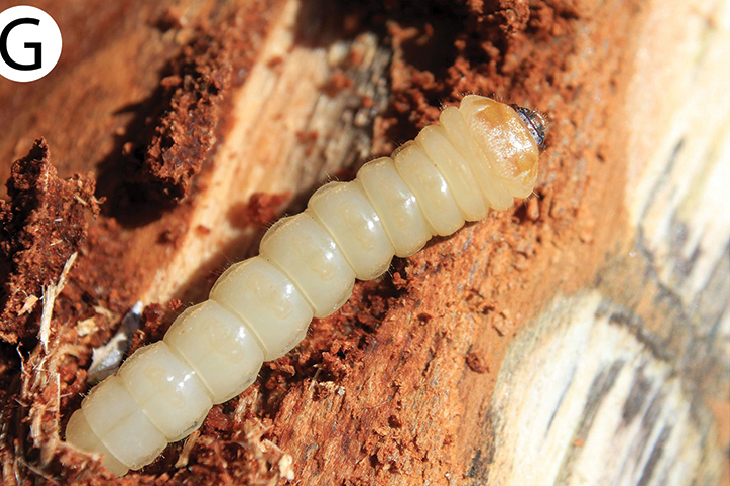